# Щербаково (Белгородская область)
Щербаково — село в Алексеевском районе (городском округе, с 2018) Белгородской области, входит в состав Кущинского сельского поселения.

## Описание
Расположено в восточной части области, в 11 км к югу от районного центра, города Алексеевки.
| 1859 | 1897 | 2002 | 2010 |
| ---- | ---- | ---- | ---- |
| 725  | ↘707 | ↘399 | ↗413 |

Улицы и переулки
| - ул. Горовая - ул. Кольцевая - ул. Лесная - ул. Славянская - ул. Центральная |

## История
Первое упоминание о селе (в то время — хутор) относится к 1795 году. Хутор относился к Алексеевской вотчине графа Николая Петровича, а потом его сына Дмитрия Николаевича Шереметева".
В 1859 году — Бирюченского уезда «хутор владельческий Щербаков (Гречаников) при отвершке Кобыльего оврага», «по правую сторону большого почтового тракта от г. Бирюча до г. Острогожска» — 97 дворов, 725 жителей (348 муж., 377 жен.).
Упоминается в Памятной книжке Воронежской губернии за 1887 год как «слобода Щербакова» Щербаковской волости Бирюченского уезда. Число жителей обоего пола — 694, число дворов — 111.

## Образование
В селе действует Муниципальное бюджетное общеобразовательное учреждение «Щербаковская средняя общеобразовательная школа».
В селе действует Детская школа искусств.

## Религия
Щербаково относится к Валуйско-Алексеевской епархии.
В селе действует храм Вознесения Господня.

### Памятники и мемориалы
Братская могила советских воинов погибших в боях с фашистскими захватчиками в 1943 году.